# Східняни
Східняни, або істерлінги (англ. Easterlings), — у легендаріумі Дж. Р. Р. Толкіна низка народів людей, що воювали на боці Морґота і Саурона. Східняни описуються як кремезні смагляві (деякі мали шкіру кольору землі) люди низького зросту, мали міцні сягнисті руки; волосся та очі — темні.

## Перша епоха
Східняни з'явились у Белеріанді після поразки ельдарів і аданів у Дагор — Браголлах (Битві Раптового Полум'я). Ватажками новоприбулих були Бор і Улфанг. Бор (в перекладі з квен. означає «Вірний») мав трьох синів Борласа, Борлаха та Бортада. Він та його народ вірно служили синам Феанора Маезросу і Маглору. Улфанг Чорний також мав трьох синів Улфаста, Улварта і Улдора згодом нареченого проклятим. Цей вождь та його народ пішли під прапор іншого сина Феанора Карантіра, але потайки вони вже були слугами Моргота. Східняни оселились у Східному Белеріанді. Адани не любили східнян і рідко зустрічалися з ними, оскільки після поразки народ Беора був розсіяний по всьому краю, народ Гадора жив у своєму краї в Дор -Ломіні і рідко виходив за його межі, так само як і народ Галет у Бретілі .
У «Дітях Гуріна» сказано, що Гурін — вождь народу Гадора говорив своєму синові Туріну про те, що новоприбулі люди нічим не кращі від орків.
Під час п'ятої битви названої Нірнаед — Аноедіад (Битва Незліченних Сліз), що відбулась у випаленій пустелі Анфаугліт Улфанг та його сини зрадили ельдарів і напали на війська Маезроса. Однак, їм не довелось отримати нагороду від Моргота, бо Маглор убив Улфанга, а сини Бора вбили Улфаста і Улварта. Тоді загін Улдора атакував військо Маезроса разом з орками, варгами та Отцем Драконів Глаурунгом Урулокі. Затиснуті з трьох боків сини Феанора були змушені прориватись і відступати до Бескиду Долмед на сході. Проте в битві Маглор встиг убити Улдора. В цій битві загинули Бор та його сини, а також усі хто був у їхньому війську. Більше народ Бора у «Квенті Сильмаріон» не згадується.
Моргот обманув східнян Улфанга, обіцяючи їм великі володіння, а натомість зачинив їх у Гітлумі, де вони взяли в рабство жінок та дітей з народу Гадора. Вони відібрали в них землю і майно. Східнянин Брода взяв за дружину сестру Гуріна Аерін. Згодом Брода пограбував маєток дружини Гуріна Морвен та забрав її челядь (господиня в той час з дочкою вже покинула край). Через багато років Брода був убитий сином Гуріна Туріном, що повернувся на батьківщину в пошуках матері та сестри.
У час Війни Гніву майже всі східняни билися на боці Моргота. Переважна більшість з них загинули, а вцілілі втекли у двох напрямках: на південь, де, змішавшись з місцевими людьми, дали початок народам Гараду та на схід за Рунне море, де заселили землі Рун.

## Друга епоха
З появою на сході Саурона, вожді східнян стали вірно служити йому, вважаючи богом. Серед них найвидатнішим був Кгамул, що отримав один з Дев' яти Перснів і став правою рукою ангмарського Короля — Чаклуна.
Саурон навчив східнян багатьом ремеслам, зокрема будувати міста та кувати залізну зброю. Втім, його влада була втіленням тиранії і базувалась на страху і примусі.
Під час Війни Останнього Союзу східняни бились на боці Саурона в битві на полях Дагорладу.

## Третя епоха
Протягом Третьої епохи відбувається вторгнення декількох хвиль східнян.

### Конфедерація племен Людей Возів
Люди Возів або візники (англ. Wainriders) — конфедерація кочових племен об'єднаних ненавистю до Гондору, згуртованих волею Саурона. У 1856 р. вторглись у землі Рованіону, захопивши гондорські володіння на лівому березі Андуіна (крім Ітіліену) та землі населені народами королівства (або колишнього королівства) Рованіон, перебивши або перетворивши на рабів місцеве населення. У бою з ними загинули король Гондору Намаркіл ІІ та вождь північних рованіонців Мархарі.
У 1899 р. король Калімехтар і Мархіві син Мархарі завдають поразки візникам у битві на рівнинах Дагорладу.
У 1944 р. люди возів уклали угоду з гарадрімами та вар' ягами Кханду (з якими вони до того ворогували) і напали на Гондор з обох боків. У битві з ними загинули король Ондогер та його сини Артамір і Фарамір, східняни та гарадрими прорвались в Ітілієн. Але Еарніл, що командував Південним гарнізоном, розбив армію Гараду, і прорвавшись на північ, напав на візників коли ті бенкетували твердо впевнені, що Гондор пав і лишається тільки зібрати здобич. Еарніл захопив табір, спалив вози і змусив кочовиків тікати, причому, більшість їх загинули у Мертвих Болотах. Після цього конфедерація племен розпалася.

### Балхоти
Балхоти (синд. Balchoth — жорстокий народ) — племена кочовиків східнян (можливо нащадки візників). У 2510 р. разом з орками напали на гондорську провінцію Каленардон і розорили її. Оточили військо намісника Кіріона і ледве не розгромили його. Однак були розгромлені і повністю знищені військами еотеодів на чолі з Еорлом Юним.

### Вар'яги Кханду
Вар'яги Кханду — народ, що брав участь у нападі на Гондор у 1944 р. разом з візниками та гарадримами, а також брав участь у битві на Пеленорських полях в 3019 р. Про них відомо дуже мало. Назва взята автором від одного з найменувань середньовічних вікінгів.

### «Східняни з сокирами»
«Східняни з сокирами», що бились у Війні Персня проти військ Гондору, швидше за все належали до різних народів. Ці східняни були більше схожими на гномів ніж на людей — низькі коренасті чоловіки з бойовими сокирами.

## Адаптації
У кінотрилогії «Володар Перснів» східняни показані схематично. Їх можна побачити, коли вони йдуть колонами коли Фродо і Сем підійшли до Мораннона у фільмі «Дві вежі» і коротко у декількох сценах з «Повернення короля» (їх можна побачити у вигляді піхоти та кінноти серед війська Мордора, що проникло в Мінас — Тіріт). Гендальф не згадує східнян, коли говорить Піппіну про людей союзників Саурона (хоча вони були згадані під час розмови з Фараміром при звірянні з картою). На екрані східняни носять лускуваті лати, що часто закривають середину грудей і весь живіт, з нагрудником, що прикриває шию, а також схожий на круглий казанок шолом з трьома плюмажами і забралом та захисні накладки на плечі й руки. Озброєні вони алебардами з гаком нижче сокири, ятаганами та бронзовими овальними щитами. Їх лати розписані літерами, що схожі на суміш тенгвар з перською в'яззю. Одяг їх складався з блідо — фіолетової головної хустки, туніки, шаровар, спідниці до колін, червоних рукавичок та чорної пов' язки, що прикривала обличчя.
У ранній художній концепції східняни носили тюрбани й виглядали зовсім по — арабському, але Пітер Джексон наполіг, щоб очевидні уявлення культур реального світу не фігурували у фільмі.
У фільмі «Дві вежі» східняни несли червоні штандарти з зображенням чорного змія. У книзі ця емблема приписується гарадрім, однак і у фільмі «Повернення короля», прапори з цим зображенням і Оком Саурона прикрашають мумакіл.

## Впливи
Стосовно терміна «східнянин» можна відзначити, що Толкін лиш розширив використання слова, яке вживалося в Англії з давніх часів для позначення людини, що живе в країні розташованій на схід від іншої.
У своїх мандрівках англійські посли XVI ст. приходили у відчай від «східнян» — купців з узбережжя Балтійського моря, котрі декілька разів «залишали собі» кораблі інших країн в морі.
У класичній часто перевидаваній праці, «Головні мореплавання, мандрівки, торгівельні шляхи та відкриття англійської нації» 1589 року англієць Річард Хаклюйт детально описує «східнян»:
|  | Східна країна володіє величезними землями, у ній є багато великих і малих міст, і в кожному з них є свій король. Через це між ними йдуть постійні усобиці й роздори. Серед східнян не вариться ніякого пива, однак п' ється багато меду. Багаті люди п' ють звично кобиляче молоко, а бідняки та раби — мед. Оригінальний текст (англ.) [Eastland is a very land and there be many cities and townes within it, and in every one of them is a king: whebery there is continually among them great strife and contention... There is no ale brewed among the Easterling. The wealthiest men drinke commonly Marses milke and the poore people and slaves meade.] Помилка: {{Lang}}: текст вже має курсивний шрифт (допомога) |